# Lonely and Blue (альбом Етти Джонс)
Lonely and Blue — студійний альбом американської джазової співачки Етти Джонс, випущений у 1962 році лейблом Prestige.

## Опис
На Lonely and Blue співачка Етта Джонс часто нагадує Біллі Холідей та Дайну Вашингтон пізнього періоду. Альбом включає 11 пісень, на яких їй акомпанують тенор-саксофоніст Бадд Джонсон на чотирьох з пісень, гітарист Воллі Річардсон на семи, а також тріо Патті Баун. Але в цілому, попри чудове виконання (особливо на «You Don't Know My Mind» і «Trav'lin Light»), Джонс бракує індивідуальності.
Записаний під час двох сесій 6 квітня і 4 травня 1962 року на студії Van Gelder Studio в Інглвуд-Кліффс, Нью-Джерсі.

## Список композицій
1. «I'll Be There» (Говард Кук) — 2:55
2. «In the Dark» (Ліл Грін) — 2:55
3. «Out in the Cold Again» (Руб Блум, Тед Колер) — 3:16
4. «I'm Pulling Through» (Артур Герцог, мол., Айрін Кітчінгс) — 3:37
5. «My Gentleman Friend» (Арнольд Б. Горвітт, Річард Левайн) — 2:20
6. «I Wonder» (Сесіл Гант) — 3:20
7. «You Don't Know My Mind» (Кларенс Вільямс) — 3:51
8. «Gee, Baby, Ain't I Good to You» (Енді Разаф, Дон Редмен) — 3:09
9. «Good For Nothing Joe» (Руб Блум, Тед Колер) — 3:50
10. «Miss You So» (Джиммі Гендерсон, Сід Робін, Берта Скотт) — 3:26
11. «Travelin' Light» (Джонні Мерсер, Джиммі Манді, Траммі Янг) — 3:43

## Учасники запису
- Етта Джонс — вокал
- Бадд Джонсон — тенор-саксофон (3, 5, 8, 11)
- Патті Баун — фортепіано
- Воллі Річардсон — гітара (1, 2, 4, 6, 7, 9, 10)
- Джордж Дювів'є (1, 2, 4, 6, 7, 9, 10), Арт Девіс (3, 5, 8, 11) — контрабас
- Ед Шонессі — ударні

Технічний персонал
- Есмонд Едвардс — продюсер
- Руд Ван Гелдер — інженер